# Лиенц
Ли́енц (нем. Lienz [ˈli:ɛnt͜s], бав. Lianz) — город, окружной центр в Австрии, в федеральной земле Тироль.
Входит в состав округа Лиенц. Площадь города составляет 15,94 км², население — 11 935 человек (1 января 2021), плотность населения — 747 чел./км². Официальный код — 70716.

## Население
| Год  | Численность |
| ---- | ----------- |
| 1869 | 2484        |
| 1889 | 3142        |
| 1890 | 3878        |
| 1900 | 4549        |
| 1910 | 6532        |
| 1923 | 6591        |
| 1934 | 6885        |
| 1939 | 8458        |
| 1951 | 10096       |
| 1961 | 11132       |
| 1971 | 11741       |
| 1981 | 11661       |
| 1991 | 11864       |
| 2001 | 12079       |
| 2011 | 11761       |
| 2021 | 11935       |

## Политическая ситуация
Бургомистр коммуны — Элизабет Бланик (СДП) по результатам выборов 2011 года.
Совет представителей коммуны (нем. Gemeinderat) состоит из 21 места.
- АНП занимает 10 мест.
- СДПА занимает 5 мест.
- Партия LSL занимает 3 места.
- Зелёные занимают 2 места.
- АПС занимает 1 место.

## Промышленность
- Пивоваренная компания Brauerei Falkenstein[5], торговые марки Zipfer, Kaiser, Gösser)

## В астрономии
В честь Лиенца назван астероид (844) Леонтина, открытый в 1916 году.

## Климат
Средняя температура июля составляет 17,9 °С со средним максимумом 24,9 °С, средняя температура января — −5,2 °С со средним минимумом −9 °С.
| Климатограмма Лиенц                                  | Климатограмма Лиенц | Климатограмма Лиенц | Климатограмма Лиенц | Климатограмма Лиенц | Климатограмма Лиенц | Климатограмма Лиенц | Климатограмма Лиенц | Климатограмма Лиенц | Климатограмма Лиенц | Климатограмма Лиенц | Климатограмма Лиенц |
| ---------------------------------------------------- | ------------------- | ------------------- | ------------------- | ------------------- | ------------------- | ------------------- | ------------------- | ------------------- | ------------------- | ------------------- | ------------------- |
| Я                                                    | Ф                   | М                   | А                   | М                   | И                   | И                   | А                   | С                   | О                   | Н                   | Д                   |
| 42 0 −9                                              | 35 5 −6             | 59 10 −2            | 66 14 2             | 85 19 7             | 98 23 10            | 119 25 12           | 100 24 12           | 89 21 8             | 96 14 3             | 77 6 −3             | 50 0 −7             |
| Температура в °C • Сумма осадков в мм Источник: ZAMG |                     |                     |                     |                     |                     |                     |                     |                     |                     |                     |                     |

## Фотографии
- Лиенц, вид с севера
- Ратуша
- панорама